# José Javier Villarreal
José Javier Villarreal Álvarez-Tostado (n. Tecate; 17 de julio de 1959) es un poeta, ensayista y traductor mexicano. Radica en Monterrey, Nuevo León. Licenciado en letras españolas por la Universidad Autónoma de Nuevo León, Master of Fine Arts por la Universidad de Texas en El Paso y Doctor por El Colegio de Michoacán. Catedrático en  la UANL.
Sus poemas han sido traducidos en otros Idiomas, como "Mar del Norte" (2008).

## Biografía
En Monterrey cursó la carrera de Letras Españolas en la Universidad Autónoma de Nuevo León, donde ingresó como profesor partir de 1986 (Actualmente es profesor de literatura renacentista y barroca, así como de poesía contemporánea). Realizó la maestría en Escritura Creativa en la Universidad de Texas en El Paso. En 1998 inició su programa de radio Las aventuras sigilosas. De 2000 a 2005 realizó un doctorado en El Colegio de Michoacán. Desde 2006 es miembro del Sistema Nacional de Creadores de Arte. 
Fue director de Los Doce Tubos y de Hogaza. Colaborador de Casa del Tiempo, El Buscón, La Gaceta del FCE, La Tempestad, Letras Libres, Plural, Punto, Renacimiento y Siempre!. Su poemario Mar del norte se incluye en la compilación Premio de Poesía Aguascalientes 30 años, 1978-1987, Joaquín Mortiz/Gob. del Edo. de Aguascalientes/INBA, 1997.

## Obras

### Ensayo
- Alfonso Reyes. Antología Mínima. Pról. y selec. de JJV. Monterrey. Gob. de Edo./SEP. 1983 (Voces del Norte).
- Recopilación de Obra en verso de Fray Servando Teresa de Mier, Introd. y recopil de JJV, Monterrey, Sría. y Cultura del Gobierno del Edo. 1985 (Voces del Norte).
- "Lectura de una posible antología poética", en La poesía en el corazón del hombre. pp. 76-84.
- "Los fantasmas de la pasión" (estudio crítico sobre Ramón López Velarde), en 1888. Antología Conmemorativa. Fernando Pessoa y RLV, UAM. 1988.[2]
- Nuevo León entre la tradición y el olvido. Cuento (1920-1991). Selec., prol. y notas de JJV. pp. 11-61; 287-295.
- "Alí Chumacero o la verticalidad del dolor", en Retrato Crítico. pp. 145-155.
- Ezra Pound, En una estación del metro. Antología de Poesía Breve. (1908-1917). Versión de Carol Cotsonis y JJV, Selec. y prol. de JJV, Coord. de Humanidades, UNAM. 1997 (Serie el Punto).
- Las penas del guardador de Rebaños. Tras la huella de Polifemo. México: FCE. 2013.[3]
- Francisco Benegasi y Luján y su hijo José Joaquín Benegasi y Luján, "Sonetos Jocoserios que dejaron escritos". Introducción de José Javier Villarreal. México: Taller Ditoria / Biblioteca Palafoxiana, 2014
- Los secretos engarces. México: Textofilia / UANL. 2021.

### Poesía
- "Todo tordo  sangriento", en taller literario, Monterrey, Univ. de Monterrey. 1977.
- Seis Poemas. Monterrey. Divulgaciones. 1981. (Impresiones)
- Estatua sumergida, Xalapa, Amate, 1982.
- Historia de la coronación, Panfleto y Pantomima, 1982.
- El valle y de cómo llegó la noche a comerse un sándwich, FFL, UANL, 1982. (La oruga solitaria).
- Poemas, en Antología del Segundo Festival. pp. 289-293.
- Poemas bajacalifornianos (plaquette), Oasis, Los Libros del Fakir, 1984.
- Mar del norte, Joaquín Mortiz, 1988.
- La procesión, Joaquín Mortiz, 1991.
- Portuaria, (plaquette), UAM, Margen de Poesía, núm. 28, 1994.
- Noche de fundaciones, CONACULTA/ICA, Los Cincuenta, 1996.
- Portuaria, ERA, 1997.
- Bíblica, Juan Pablos/Ediciones Sin Nombre/UANL, 1998.
- Deseos, CONARTE/Mantis Editores, 2003.
- Fábula, Aldus, 2003.
- La santa, FCE, Letras Mexicanas, 2007.[4]
- Campo Alaska, Almadía (Poesía), 2012.
- Una señal del cielo, Sello Universitario de la Universidad de Concepción (Poesía), 2017.
- Un cielo muy azul con pocas nubes, Atrasalante / UANL (Poesía), 2019.

### Traducciones
- Una estación del metro, de Ezra Pound, 1997.
- Preparación para la muerte, de Manuel Bandeira, 2000.[5]
- Poemas, de Oswald de Andrade, 2004.
- Estrellas pájaros: Treinta y dos poemas brasileños del siglo XX, 2005.
- Un libro de cosas luminosas, de Czeslaw Miolsz, 2009.
- Al otro lado del mundo, de Murilo Mendes, 2009.
- Una antología de una antología personal, de Ledo Ivo, 2011.
- Antología de la poesía del siglo XX en Brasil, 2012.
- Las cosas de la tierra, de Ferreira Gullar, 2015.
- Nueve poetas portugueses para un nuevo siglo, de Nuno Júdice, 2016.
- Todo me fue dado, de Paulo Leminski, 2018.
- La maleta del poeta, Nuno Júdice, 2018.

### Antologías
- Una antología mínima de la poesía de Alfonso Reyes, R. Ayuntamiento de Monterrey/SEP, 1982.
- Recopilación de la obra en verso de Fray Servando Teresa de Mier, Secretaría de Educación y Cultura del Estado de Nuevo León, 1985.
- Nuevo León entre la tradición y el olvido, CONACULTA, Letras de la República, 1993.
- La ciudad y sus poetas, R. Ayuntamiento de Monterrey, 2004.

## Premios
- Premio Nacional de Literatura Simón Salazar Mora (1986).
- Premio Nacional de Poesía Aguascalientes (1987) por Mar del norte.
- Premio del Certamen Nacional de Poesía Alfonso Reyes (1989), Monterrey, por La procesión.
- Ganador del Primer Certamen Literario Ángela Figuera (1989).
- Premio a las Artes Universidad Autónoma de Nuevo León (UANL) (1990).[6]